# João dos Reis
João dos Reis (ur. ? – zm. ?) – piłkarz brazylijski grający na pozycji pomocnika.

## Kariera piłkarska
João dos Reis grał w klubie Andarahy Rio de Janeiro.
João dos Reis jedyny raz w reprezentacji Brazylii wystąpił 6 października 1920 w towarzyskim meczu z Argentyną w Buenos Aires. Brazylia przegrała 1-3, a obie reprezentację wystąpiły w tym meczu w siedmioosobowych składach.